# Elizabethan Serenade
Elizabethan Serenade est une composition de musique légère de Ronald Binge.

## Historique
Quand elle est jouée pour la première fois par l'orchestre de Mantovani en 1951, elle s'intitule simplement Andante cantabile, bien que le manuscrit original de la main de Ronald Binge porte le titre de The Man In The Street (probablement le titre d'un documentaire initialement pour la télévision. Ce nom est modifié par le compositeur pour refléter l'optimisme dans un nouvel âge Élizabétain commençant avec l'accession au trône de la reine Élisabeth II en 1952.

## Postérité
La pièce vaut à Binge une récompense : le « Ivor Novello award » et a aussi beaucoup de succès en Allemagne (enregistrée par le « chœur Günther Kallmann ») et en Afrique du Sud. 
Une version lyrique par le poète Christopher Hassall dénommée Where the Gentle Avon Flows est produite et cette œuvre lyrique est déclinée en des versions en Allemagne, Tchécoslovaquie, Norvège, Suède, Finlande, Hollande, Danemark et en France. Cette pièce sonore est utilisée comme signature musicale pour certains programmes de la BBC Light. Elle est initialement créditée par erreur au producteur, Byron Lee et les Dragonaires.
En 1982, Louise Tucker enregistre une version vocale différente intitulée Only For You sur l'album Midnight Blue.